# Tachina vicina
Tachina vicina là một loài ruồi trong họ Tachinidae.